# SC Die Klagenfurter
SC Die Klagenfurter – austriacki klub szachowy z siedzibą w Klagenfurcie, wicemistrz Austrii z 2002 roku.

## Historia
W 1989 roku miało miejsce połączenie klubów Klagenfurter SV i ASK Klagenfurt, tworząc Spielgemeinschaft ASK/KSV Klagenfurt. W sezonach 1991/1992 i 1996/1997 ASK/KSV zajął trzecie miejsce w Staatslidze.
Na bazie konsorcjum ASK/KSV w 1997 roku utworzono klub szachowy SC Die Klagenfurter. Drużyna rozpoczęła rozgrywki od Staatsligi. W 2000 roku klub spadł poziom niżej, ale już rok później powrócił do najwyższej klasy rozgrywkowej. W sezonie 2001/2002 zdobył wicemistrzostwo, ulegając jedynie Merkurowi Graz. W 2002 roku klub wystąpił w Klubowym Pucharze Europy, zajmując 38. miejsce. W tym okresie w klubie występowali tacy zawodnicy, jak Klaus Bischoff, Csaba Horváth, József Horváth, Władimir Łazariew i Michael Prusikin. W 2008 roku nastąpił spadek SC Die Klagenfurter z Bundesligi.